# پل باون
پل باون (انگلیسی: Paul Bown؛ زادهٔ ۱۱ اکتبر ۱۹۵۷) بازیگر اهل بریتانیا است.
از فیلم‌ها یا برنامه‌های تلویزیونی که وی در آن نقش داشته‌است می‌توان به شهر هالبی، آخرین ادای احترام، ترفندهای نو، خانواده من، بوسه پروانه، پدر براون، خیابان کورونیشن، دنیای مردگان، جود و یونایتد لعنتی اشاره کرد.